# قرار مجلس الأمن التابع للأمم المتحدة رقم 1654
قرار مجلس الأمن التابع للأمم المتحدة رقم 1654، المتخذ بالإجماع في 31 يناير 2006، بعد التذكير بالقرارات السابقة المتعلقة بالحالة في جمهورية الكونغو الديمقراطية، بما في ذلك القراران 1616 (2005) و1649 (2005)، مدد المجلس ولاية لجنة مراقبة حظر الأسلحة المفروض على البلاد حتى 31 يوليو 2006.

## القرار

### أعمال
بموجب الفصل السابع من ميثاق الأمم المتحدة، طلب المجلس من الأمين العام كوفي عنان إعادة تشكيل لجنة الخبراء المكونة من أربعة أعضاء لمراقبة تدفق الأسلحة إلى جمهورية الكونغو الديمقراطية وداخلها حتى 31 يوليو 2006.
وحث القرار اللجنة على الاستمرار في تنفيذ تفويضها وطالب بأن تتعاون جميع الدول والأطراف مع اللجنة، بما يضمن سلامتها ووصولها دون عوائق.

## روابط خارجية
- نص القرار في undocs.org